# Chelostoma maidli
Chelostoma maidli là một loài Hymenoptera trong họ Megachilidae. Loài này được Benoist mô tả khoa học năm 1935.